# Succinimida
Succinimida é uma imida cíclica com a fórmula C4H5NO2. É usada em uma variedade de sínteses orgânicas, assim como em alguns processos industriais de revestimento com prata.